# Moja dežela (Oto Pestner & Nada Žgur)
»Moja dežela« je napevek (jingle) iz kratkega reklamnega filmčka Gostje prihajajo iz leta 1986.
Glasbo je napisal Jani Golob, besedilo Dušan Velkaverh, producent pa je bil Tomaž Kozlevčar.
Je kratek napev, ki sta ga v originalu zapela Oto Pestner in Nada Žgur, ob glasbeni spremljavi ansambla Almost Me Alone Orchestra, v osrednjem oglasnem spotu akcije »Slovenija, moja dežela«.
Posneli so jo v studiu Metro, ki sta ga ustanovila Peter Gruden in Iztok Černe, pri skladbi tudi kot tonska mojstra, takrat še v kleti stare drvarnice pod Pionirskim domom na Vilharjevi cesti v Ljubljani.

## Sodelovanje
Janija Goloba je k sodelovanju povabil in angažiral režiser spota Jaka Judnič, znan po kultnih reklamnih spotih, ki je kot montažer, istočasno z njim delal še na drugemu projektu, filmu Poletje v školjki.
Pestnerja pa je k sodelovanju povabil Golob, ki je vedel kaj zmore, saj ga pozna še iz časov ko je bil sam še aktiven kot basist pri skupini Delial. Predstavil mu ga je menedžer skupine Peter Dimitrijevič.
Velkaverh kot najplodovitejši tekstopisec slovenske zabavne glasbe je bil tako logična izbira. 
Ženski vokalna spremljevalna skupina Strune, z Žgurjevo na čelu, pa je že prej sodelovala pri vseh največjih slovenskih uspešnicah kot so "Dan ljubezni", "Jamajka", "Slovenskega naroda sin", "Ti si rekla sonce" ...
Kot zanimivost, snemanje te reklame in filma Poletje v školjki je potekalo praktično istočasno, poleti 1985. Tudi premiera obeh projektov je bila skoraj istočasno, v obdobju Černobilske nesreče, nekaj dni razlike. 
Prav tako so pri obeh projektih sodelovali Jaka Judnič, Jani Golob in tudi Tomaž Kozlevčar.

## Zasedba

### Produkcija
- Jani Golob – glasba, aranžma
- Dušan Velkaverh – besedilo
- Tomaž Kozlevčar – producent, programiranje
- Peter Gruden – tonski snemalec
- Iztok Černe – tonski snemalec

### Studijska izvedba
»Dovoljene so sanje, verjeli bomo vanje, zal in cvetan,
bo jutrišnji dan, čez vsako temo in sivo nebo, za prave
 ljudi se sonce zgodi, da zrasel bo cvet, polepša ta svet,
 da naš bo ponos in naše ime, sanje še žive.«

Dušan Velkaverh (2011)
- Oto Pestner – solo vokal
- Marjetka Gruden Močnik - spremljevalni vokal
- Nada Žgur – spremljevalni vokal
- Almost Me Alone Orchestra (Kozlevčar) – glasbena spremljava

### Snemanje
- Studio Metro – Pionirski dom, Vilharjeva cesta

## Priredbe
- Pesmi ponosne Slovenije (1991) – Oto Pestner & Elda Viler ter komorni orkester RTV (izdano pri Velkaverhovi založbi Corona)[7]
- Slovenija smo ljudje (2011) – ob 20. obletnici Slovenije z Derenda, Hamo, Godec, Naber, Katrinas, Drašček...[8]
- Zasedba Kranjci (2020) – instrumentalna izvedba (violina, kontrabas, harmonika, power cajon)[9]
- Orkester slovenske vojske (verziji 2014 in 2020) – instrumentalna izvedba[10][11]
- Ženski zbor Lilith (2020) – zborovska izvedba z preko 30 nastopajočimi[12]
- Živooke na Val 202 (2021) – Oto Pestner & Maja Založnik (unplugged)[13]